# 第10族元素
| 族   | ← 10 → |
| 周期 |        |
| 4    | 28 Ni  |
| 5    | 46 Pd  |
| 6    | 78 Pt  |
| 7    | 110 Ds |

第10族元素（だいじゅうぞくげんそ、Group 10 element）はIUPAC形式での周期表における第10族に属する元素の総称。ニッケル・パラジウム・白金・ダームスタチウムがこれに分類される。
長周期表の第8族〜第10族元素は最外殻の4s電子を2つ持ち、短周期表で VIII族、あるいは VIIIB族としてまとめられたように同一周期元素の化学的性質が似通っている。それ故、第4周期の26Fe、27Co、28Niを鉄族元素と呼び、第5周期あるいは第6周期の44Ru、45Rh、46Pd、76Os、77Ir、78Ptを白金族元素と呼ぶ。したがって族の代表元素を属名の別名とする他の族との場合との違いを留意する必要がある。
閉殻していないd軌道を持ち、遷移元素として取り扱われる。

## 性質
第10族元素では価電子および内殻電子の電子構造が周期により異なる。
|                                    | ニッケル 28Ni                            | パラジウム 46Pd                       | 白金 78Pt                                         |
| ---------------------------------- | ---------------------------------------- | ------------------------------------- | ------------------------------------------------- |
| 電子配置                           | {\displaystyle {\ce {[Ar]{}3d^8{}4s^2}}} | {\displaystyle {\ce {[Kr]{}4d^{10}}}} | {\displaystyle {\ce {[Xe]{}4f^{14}{}5d^9{}6s^1}}} |
| 第1イオン化エネルギー （kJ mol-1） | 736.7                                    | 805                                   | 831                                               |
| 第2イオン化エネルギー （kJ mol-1） | 1753.0                                   | 1875                                  |                                                   |
| 第3イオン化エネルギー （kJ mol-1） | 3393                                     | 3177                                  |                                                   |
| 第4イオン化エネルギー （kJ mol-1） | 5300                                     |                                       |                                                   |
| 電子親和力 （電子ボルト）          | 1.156                                    | 0.557                                 | 2.128                                             |
| 電気陰性度 （Allred-Rochow）       | 1.75                                     |                                       | 1.44                                              |
| 金属結合半径 （pm）                | 125                                      | 138                                   | 139                                               |
| 融点 （K）                         | 1728                                     | 1828.05                               | 2041.4                                            |
| 沸点 （K）                         | 3186                                     | 3236                                  | 4098                                              |

天然におけるニッケルは主にヒ素、アンチモン、硫黄などと結合した鉱石として見出される。また、単体のニッケルは隕鉄中に鉄との合金として見出され、地球内部の核も同様に、鉄とニッケルが主成分と考えられている（岩石圏では0.016%を占める）。パラジウムおよび白金は白金族元素と呼ばれるルテニウム、ロジウム、オスミウム、イリジウムと共に産出し、白金族元素は合わせて岩石圏の2×10-6%を占める。
ニッケルは、酸化数-1,0,+1,+2,+3,+4を取ることが知られているが、化合物の種類としては+2価以外の化合物は少数であり、大抵は+2価の化合物として見出される。パラジウムは0, +2, +4価、白金は0, +2, +4, +5, +6を取ることが知られているが、+2, +4価の化合物が多数知られており、他は少数である。
パラジウムおよび白金は互いに似た性質を示すが、鉄族元素と呼ばれるようにニッケルは鉄に類似の性質を示す。例えば、一酸化炭素と反応して鉄の場合と同様にニッケルカルボニル化合物を生成するのに対して、パラジウムおよび白金は二成分金属カルボニルを形成しない点が異なる。また、単体のニッケルは強磁性を示すのに対してパラジウムおよび白金はそうではない。
特にパラジウムおよび白金は炭素化合物と安定なπ錯体を形成し、接触水素添加反応など触媒反応に利用される。またNi(+2)、Pd(+2)錯体の平面配位子の置換反応は活性であり（Niは置換速度が速く、Pdは中程度）、Pt(+2)は不活性であることから、クロスカップリング反応では主にパラジウム触媒が利用される。とはいえニッケルも性質が似ていることから、接触水素添加反応もクロスカップリング反応も工業的には安価なニッケル触媒が利用されることもある。

## 引用文献
1. 日本化学会編,『化学便覧』基礎編, 改訂5版, 丸善
2. R.B.ヘスロップ, K. ジョーンズ, 『無機化学』, 東京化学同人
3. F.A.コットン, G.ウイルキンソン, 『無機化学』, 培風館 ISBN 4-563-04066-5